# Biperideno
El biperideno es una amina terciaria antimuscarínica con acciones y usos similares a los del trihexifenidilo pero con propiedades antinicotínicas más potentes. Este fármaco fue presentado para patente en 1953, en Alemania y patentado en Estados Unidos en abril de 1957. Vendido bajo la marca Akineton, entre otros, es un medicamento que se usa para tratar la enfermedad de Parkinson y ciertos trastornos del movimiento inducidos por fármacos.

## Descripción
Es un polvo cristalino blanquecino, ligeramente soluble en agua y en alcohol; muy poco soluble en diclorometano. Una solución al 0.2% en agua tiene un pH de 5.0 a 6.5. Debe almacenarse en contenedores herméticos y protegido de la luz.

## Historia
El biperideno fue sintetizado por primera vez en nombre de la farmacéutica Knoll AG (Alemania) por el químico alemán Wilfried Klavehn. En marzo de 1953, la droga fue patentada y vendida bajo el nombre de Akineton derivado del griego (α-, sin y κίνησις kinēsis, Movimiento).

## Usos
El biperideno se utiliza como medicamento antiparkinsoniano, ya que produce una serie de estímulos generando una inhibición de acetilcolina dentro del sistema nervioso central, sin necesidad de pasar por la barrera hematoencefálica. Esto lo hace bloqueando los receptores de acetilcolina, la cual equilibra la actividad dopaminérgica de la sustancia negra del encéfalo (nigroestriado). También se usa en psiquiatría para la profilaxis y el tratamiento de los síntomas extrapiramidales causados por antipsicóticos. La versión en inyectable se emplea en envenenamiento con nicotina y con compuestos organofosforados.

## Farmacocinética
El biperideno se absorbe fácilmente en el tracto gastrointestinal, pero la biodisponibilidad es solo de aproximadamente el 30%, lo que sugiere que experimenta un metabolismo de primer paso extenso. Tiene una vida media de eliminación de aproximadamente 18-20 horas.

## Uso en embarazo y lactancia
Embarazo
No se realizaron estudios de reproducción animal con este medicamento. No se sabe si el medicamento cruza la placenta hasta el feto, pero el peso molecular (aproximadamente 348 para la sal de clorhidrato) es lo suficientemente bajo como para esperar una transferencia placentaria. No se han localizado reportes de su uso durante el embarazo.
Lactancia
No se han encontrado informes que describan el uso del biperideno durante la lactancia. El peso molecular es lo suficientemente bajo y podría esperarse excreción en la leche. Los neonatos pueden ser sensibles a los anticolinérgicos, y esto debe considerarse si una mujer lactante toma el medicamento. Sin embargo, Se debe tomar una decisión caso por caso sobre la lactancia materna cuando se necesita urgentemente una terapia. El tratamiento con biperideno durante la lactancia es probablemente tolerable y requiere vigilancia médica.

## Riesgo de abuso
Se han reportado casos de abuso al medicamento, y dependencia. Desde 1960, en varios países se ha descrito el abuso de anticolinérgicos por personas que los toman sin receta médica.